# Lisa Sheridan-Paolini
Lisa Sheridan-Paolini, född 10 december 1962, är en friidrottare från Australien. Hon deltog vid olympiska sommarspelen 2000.